# Elecciones generales de Guatemala de 1880
Las Elecciones generales de Guatemala de 1880 fueron un proceso electoral extraordinario que se llevó a cabo para elegir presidente, Justo Rufino Barrios fue reelecto para otro periodo.

## Resultados
|  | 94.22 % |

|  | 5.78 % |

|  | 100 % |

|  | 0 % |

|  | 0 % |

- Datos: Q21564101